# Insurrection moro aux Philippines
Batailles
- Zamboanga
- Sitio Bayoko
- Sitio Makaita
- Sitio Kan Jalul
- Marawi

L'insurrection moro aux Philippines est un conflit armé opposant de 1969 à 2019 les forces gouvernementales des Philippines à des groupes armés moros indépendantistes, islamistes ou djihadistes.

## Déroulement

### 1968 à 1999
Les Moros s'organisent politiquement à partir du milieu des années 1960. La Moro National Liberation Organization est fondée en 1966. D'un mouvement d'opposition plus régionaliste que religieux, rapidement est exigée l'indépendance de l'ensemble des îles du sud des Philippines à majorité musulmane, avec l'apparition du Mouvement d'indépendance du Mindanao. Le massacre de Jabidah (en) en mars 1968, celui de Manili en juin 1971 et l'instauration de la loi martiale le 21 septembre 1972 achèvent de radicaliser l'opposition moro.
Le Front Moro de libération nationale (FMLN), fondé en 1969, décide de passer à l'action armée. Les premiers pourparlers entre le gouvernement et le FMLN ont lieu en 1975 à Djeddah mais n'aboutissent pas. Tandis que les indépendantistes s'allient aux guérillas communistes, l'Armée philippine tente de briser militairement l'insurrection.
Les accords de Tripoli en décembre 1976, projet d'autonomie de 13 provinces des Philippines, tentent de mettre fin au conflit, mais le référendum d'avril 1977, mené sur l'ensemble du pays, est boycotté par les indépendantistes, entraînant un retour de la violence.
L'insurrection perd en intensité à la fin de la décennie. À la suite des pourparlers entamés par la présidente Cory Aquino en 1986, un accord est signé en janvier 1987 à Djeddah, renforçant l'autonomie. L'opposition du Front Moro islamique de libération (FMIL) bloque le processus de paix, mais la région autonome en Mindanao musulmane est créée en 1990 et un « Programme de réconciliation nationale et de développement » est mis en place.
Un cessez-le-feu du FMLN est établi bilatéralement avec le gouvernement en novembre 1993, prélude à la signature d'un traité de paix en septembre 1996. Ce processus de paix entraîne la montée des groupes islamistes qui y sont opposés, le FMIL, principal rival du FMLN, et Abu Sayyaf, fondé en 1992.
Un cessez-le-feu a été signé en 1997 entre le gouvernement central de Manille et le Front Moro islamique de libération.

### 2000 à 2024
En 2000, sous la présidence de Joseph Estrada, le cessez-le-feu conclu en 1997 est aboli. Depuis, des négociations sont toujours en cours pour tenter de mettre fin au conflit.
En septembre 2013, plusieurs centaines de membres du Front Moro de libération nationale, opposés aux négociations de paix entre le gouvernement philippin et le Front Moro islamique de libération, qui selon eux marginalisent leur mouvement, lancent une attaque sur Zamboanga. Ils s'emparent de la ville et capturent des otages. L'armée lance alors une contre offensive qui écrase les rebelles et libère les otages à la fin du mois. Au total, 23 militaires et policiers, 12 civils sont tués lors des combats, les rebelles déplorent 189 morts et 292 hommes faits prisonniers,,.
Le 27 mars 2014, un accord de paix est conclu à Manille entre le gouvernement philippin et le Front Moro islamique de libération. Le groupe rebelle cesse les hostilités en échange de la création d'une région autonome sur l'île de Mindanao.
En juillet 2014, certains chefs et membres d'Abou Sayyaf font allégeance à l'État islamique. Par la suite un autre mouvement, le groupe Maute, fondé en 2013, rallie l'État islamique. Le chef djihadiste Isnilon Totoni Hapilon tente alors de rapprocher ces deux mouvements.
Le 23 mai 2017, une centaine d'hommes de l'État islamique prennent le contrôle d'une partie de la ville de Marawi.
En septembre 2017, l'armée philippine et les anciens rebelles du Front Moro islamique de libération concluent une alliance pour combattre les djihadistes de l'État islamique et du Jama'at al-Muhajirin wa al-Ansar bi al-Filibin.
Le 25 janvier 2019, la commission électorale des Philippines a validé le vote sur un référendum établissant une région autonome dans la partie musulmane du Mindanao. Cette décision achève le processus de paix débuté en 2014 entre Manille et le Front Moro islamique de libération.
En mars 2024, Les Philippines annoncent que le groupe terroriste islamique Abu Sayyaf a été « entièrement démantelé », mettant ainsi fin à une insurrection jihadiste qui dure depuis trois décennies.